# Casa es de Caubet
La Casa es de Caubet és un edifici del municipi d'Es Bòrdes inclòs en l'Inventari del Patrimoni Arquitectònic de Catalunya.

## Descripció
Casa d'estil popular. La façana, orientada a l'est, es disposa paral·lela a la capièra. Les obertures exteriors de la casa (portes i finestres) no es distribueixen simètricament. La porta, en lloc d'estar al centre de la façana, es troba lleugerament desplaçada, mentre les finestres s'agrupen. La porta d'accés és de doble fulla, amb una vidriera a la llinda superior. El marc de la porta, en fusta, s'assenta sobre dues pedres en marbre del país. Les finestres, de forma rectangular, amb l'alçada més gran que l'amplada, es componen de vuit peces de vidre, quatre per cada fulla. Aquestes finestres queden tancades mitjançant dos porticons de fusta, els quals es tanquen des de l'interior. L'arrebossat és blanquinós. La cornisa presenta dues motllures paral·leles. A la part baixa s'observa un aïllant de la humitat en ciment repicat, de factura moderna. El llosat (lòsat/tet), de dues pales i vessant recta, és cobert de pissarres (lòses). Per tal que passi la llum a les golfes (humarau) hi ha unes obertures que reben el nom de lucanes o capuchines. A la segona golfa (humaralet) s'observa un petit colomer. En un extrem del llosat, la xemeneia es disposa en forma rectangular, on l'obertura per on surt el fum és protegida per una llosa plana. Al cantó de la xemeneia surt l'escala o penalèr. Els graons o penaus serveixen per aturar l'aigua de la pluja i de la neu.